# Atherigona secrecauda
Atherigona secrecauda este o specie de muște din genul Atherigona, familia Muscidae, descrisă de Seguy în anul 1938. Conform Catalogue of Life specia Atherigona secrecauda nu are subspecii cunoscute.